# Coritiba Foot Ball Club
|  | No s'ha de confondre amb la ciutat de Curitiba. |

Coritiba Foot Ball Club, conegut com a Coritiba i col·loquialment referit com a "Coxa", és un club de futbol del Brasil de Curitiba, capital de l'estat brasiler del Paranà. Fundat el 1909 per immigrants alemanys, és el club de futbol més antic i amb més títols de l'estat.
L'estadi local del Coritiba és l'Estádio Couto Pereira, construït el 1932, amb una capacitat de 40.000 espectadors. La seva principal rivalitat és amb l'Athletico Paranaense, amb qui juga el Atletiba, una de les grans rivalitats del futbol brasiler, també competint en el derby Paratiba, que es disputa amb el Paraná Clube.
Coritiba va ser el primer club del Paranà a guanyar el Campionat Brasiler el 1985, trencant la hegemonia dels equips de São Paulo, Rio de Janeiro, Rio Grande do Sul i Minas Gerais que havia durat des de la dècada de 1960. També ha guanyat dos títols de la Série B del Campionat Brasiler, el 2007 i el 2010. El club ha guanyat el Campionat de l'estat del Paranà 39 vegades, més que tots dos dels seus rivals principals combinats (Athletico Paranaense amb 27 títols i Paraná Clube 7).
Al Juny de 2023, Treecorp Investimentos va completar la compra del 90% de la SAF del club, en una operació valorada en 1,1 mil milions de reais.

## Resum
Coritiba és el primer club del sud del Brasil a haver guanyat un títol nacional, el Torneio do Povo del 1973, i també és el primer club del sud a haver competir en les dues principals competicions continentals, la Copa Libertadores i la Copa Sudamericana.
Va ser el primer club del Paranà a guanyar el Série A (el títol principal a Brasil), i a arribar a les semifinals de la segona competició més important del país, la Copa do Brasil, en 1991, 2001, 2009, i a arribar a les finals en 2011 i 2012.
L'únic club a haver guanyat sis títols consecutius del Paranaense, entre 1971 i 1976, Coritiba és també el club amb més aparicions en aquest campionat. Amb més de 30.000 socis, actualment està classificat en el lloc #1 a la FPF, en 14è lloc en el CBF ranking, en el 83è lloc en el rànquing de la Conmebol i en el 125è lloc en el rànquing internacional de la IFFHS. El club té més de 30.000 socis.
A partir de 2013, té associacions (incloent-hi préstecs i intercanvis de jugadors joves) amb el Porto i el Benfica de Portugal, el Chivas Guadalajara de Mèxic, el Daegu de Corea del Sud i el VVV-Venlo dels Països Baixos.
El club encara té el rècord de més victòries consecutives, 24 (vint-i-quatre), en competicions oficials, i la ratlla més llarga entre els equips brasilers, amb més de 4.800 partits en la seva història.
Coritiba és el primer club de futbol al sud del Brasil a començar a abraçar el futbol americà. El Coritiba Crocodiles és un equip de futbol americà format per la fusió de Coritiba (futbol americà) i els Barigui Crocodiles, sent tres vegades campions brasilers, nou vegades campions estatals i dues vegades a la conferència sud.

## Història

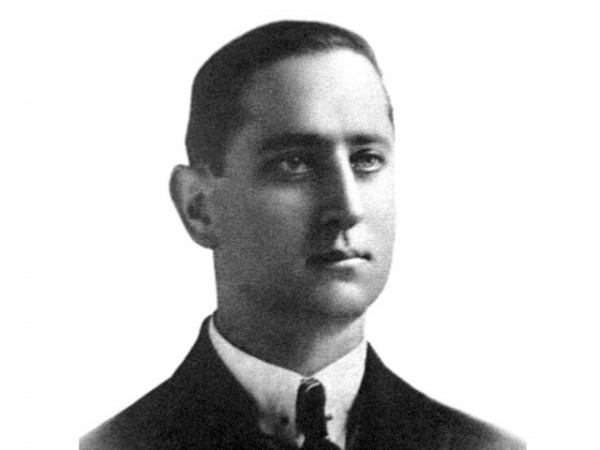
Fundador del Coritiba

El 1909, alguns joves de la comunitat germana de Curitiba, s'uniren al Clube Ginástico Teuto-Brasileiro. Al setembre d'aquell any, un d'aquells joves anomenat Frederico Fritz Essenfelder encetà la idea de practicar el futbol entre els seus companys. Així començaren a practicar-lo a un terreny del Quartel da Força Pública. El 12 d'octubre d'aquell any fundaren el Coritibano Football Club.
El 23 d'octubre de 1909, el Coritibano jugà el seu primer partit a la ciutat de Ponta Grossa enfront del Club de Foot-Ball Tiro Pontagrossense. El partit finalitzà amb victòria dels locals per 1 a 0. El 21 d'abril de 1910, a la primera assemblea del club es canvià el nom pel de Coritiba FBC. El 12 de juny, disputà el primer partit a Curitiba derrotant el Ponta Grossa Foot Ball Club (nou nom del Club de Foot-Ball Tiro Pontagrossense) per 5-3.
El 1916, el Coritiba guanyà el seu primer títol, el Campionat paranaense. L'any 1985 guanyà el seu primer Campionat brasiler de futbol de primera divisió en derrotar el Bangu, el que li donà de dret a participar en la Copa Libertadores l'any següent.

## Estadi

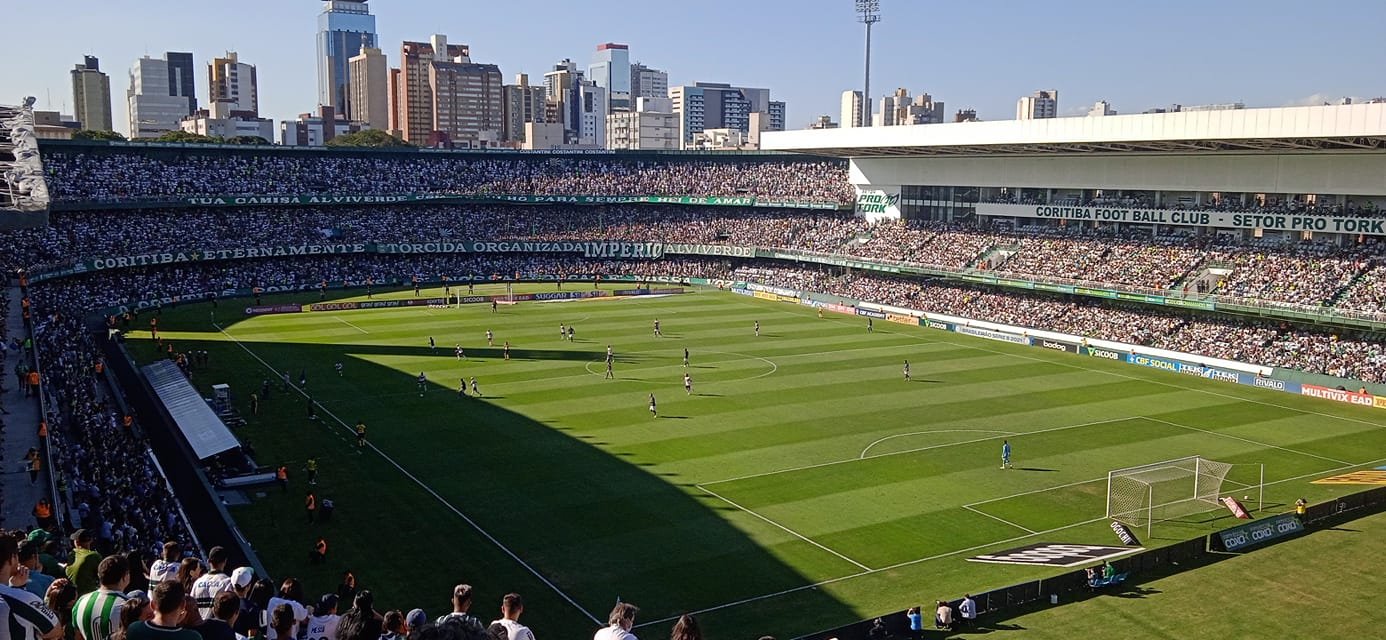
Couto Pereira

Estádio Couto Pereira és l'estadi de casa del Coritiba.
- Nom: Estádio Major Antônio Couto Pereira
- Capacitat: 40.502
- Adreça: Rua Ubaldino do Amaral, 37
- Assistència rècord: (General) – 70.000 (Papa Joan Pau II, 1980) , (Partit) – El rècord d'assistència de l'estadi en un partit de futbol actualment és de 65.943, establert el 15 de maig de 1983 quan l'Atlético-PR va jugar contra el Flamengo (2–0).
- Dimensions del camp: 109,00m x 72,00m
- Any d'inauguració: 1932

Estadi Major Antônio Couto Pereira va ser fundat el 1932 i actualment té una capacitat de 40.502 persones. És conegut com a Couto Pereira o Alto da Glória pels aficionats i la premsa.
El terreny per a l'estadi va ser donat per Nicolau Scheffer, o venut per un preu simbòlic, degut als impostos. En aquell moment, era una ubicació remota, i es deia comúment que no seria viable a causa de la distància.
En una renovació que es va dur a terme el 2005, les dimensions del camp van ser ampliades i les tanques de protecció van ser eliminades, facilitant la visió del joc des de tots els sectors de l'estadi. A més, es van modernitzar equips com les banquetes de reserva i les porteries, així com es va substituir tot el camp i es van fer reformes a les instal·lacions interiors (vestidors i sales).
Originalment anomenat Estádio Belfort Duarte, el seu nom es va canviar pel actual el 1977 després de renovacions per a l'expansió, com a homenatge a una de les persones més responsables que l'estadi esdevingués realitat.

## Aficionats

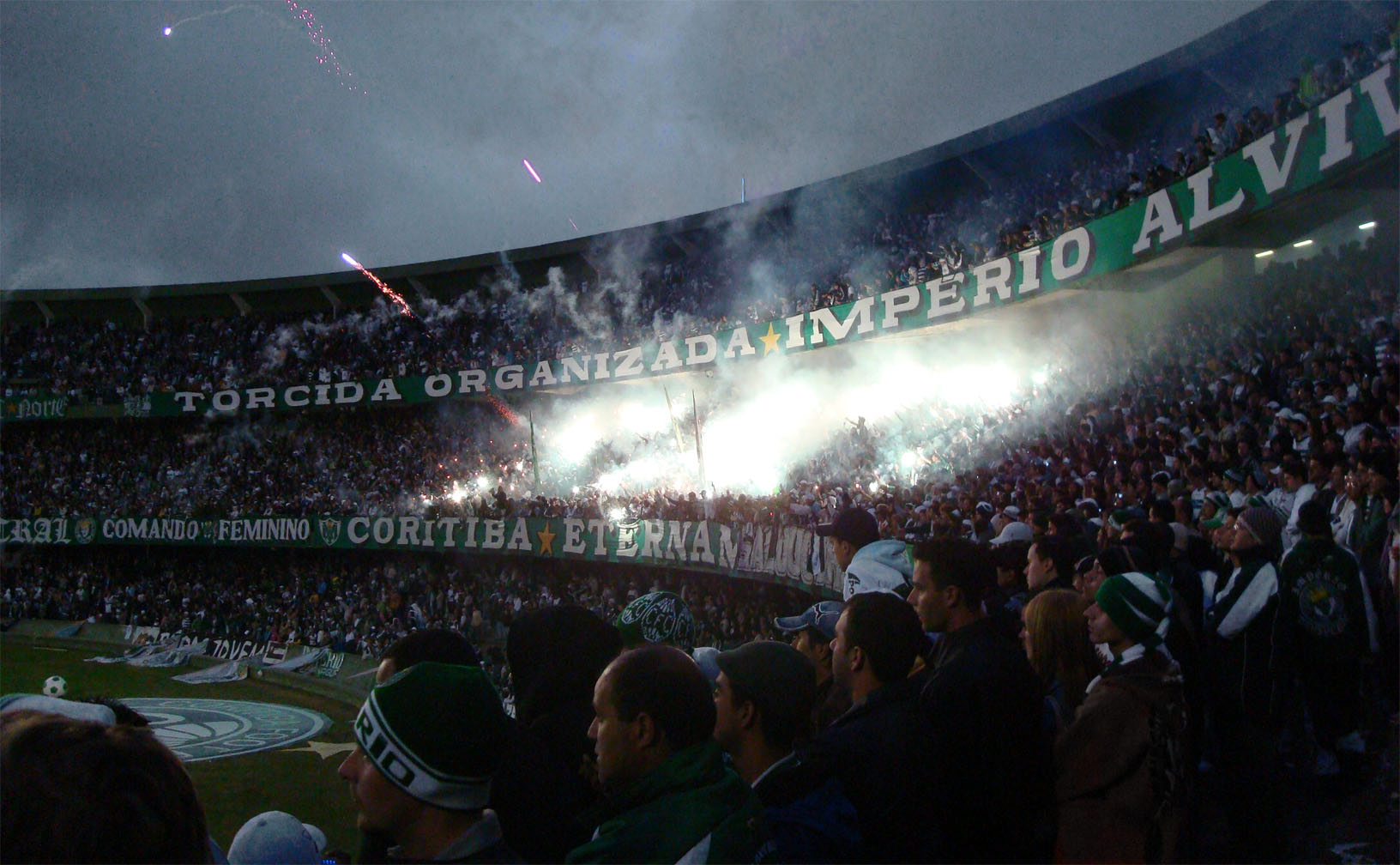
Império Alviverde

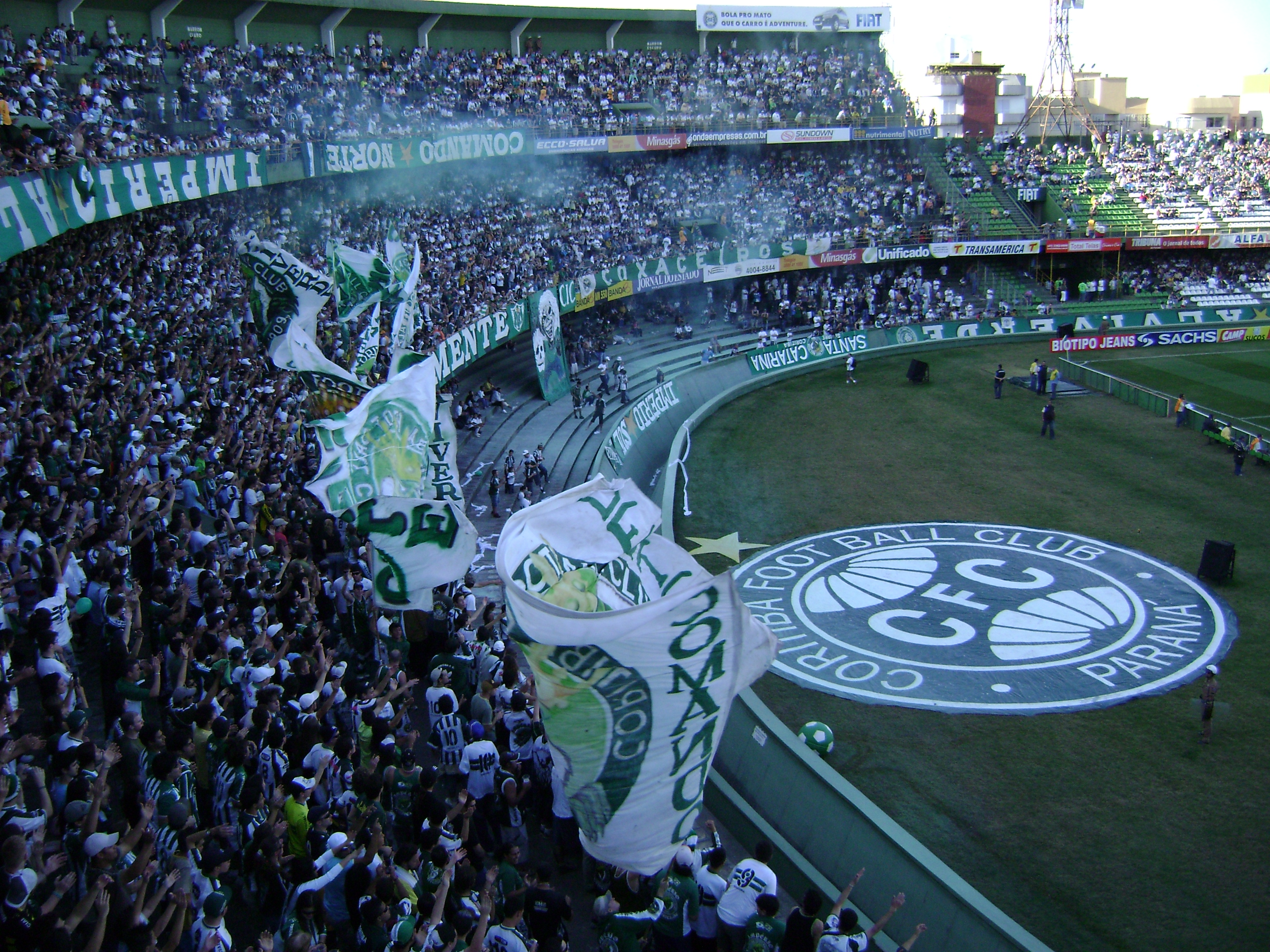
Afeccionats del Coritiba

El principal grup organitzat de fans del club és lImpério Alviverde, fundat el 1977. El grup porta els colors verds i blancs i també és conegut com un dels grups de fans organitzats més grans de la Regió Sud del Brasil, si no el més gran.
A més de ser un dels clubs més tradicionals de l'estat, la base de fans de la Coxa Branca també és una de les més tradicionals del Paranà. En 1939, Pinha (Luis Vila), un antic porter del Coritiba, va crear el primer grup organitzat de fans a l'estat del Paranà, que es caracteritzava per les tamborades i els cants d'encoratjament, diferenciant-se dels seus rivals.
El 1986 i el 2004, van estar presents, a través de la Copa Libertadores da América, en tots els països on el Coritiba va jugar el torneig, com ara Perú, Paraguai i Argentina. El seu principal grup organitzat de fans és lImpério Alviverde.
El 2010, els fans van assistir a tots els deu partits de l'equip a Joinville durant la severa sanció imposada al club, portant un total de 33.156 seguidors i una mitjana de 3.315 persones per partit, fins i tot jugant a 130 quilòmetres de distància de Curitiba, demostrant que la força i la passió pel club no tenen límits.
Tradicionals en tot el Sud del Brasil, la base de fans de la Coxa està entre les més grans entre els clubs del sud. Una enquesta realitzada per IBOPE el 2010 assenyala el club del Paranà com la tercera base de fans més gran de la Regió Sud. La base de fans del Coritiba encara té l'assistència mitjana més alta en el campionat estatal, mantenint la més alta mitjana en 14 dels últims 21 anys amb assistències registrades (1994 a 2019); quan no és el primer, gairebé sempre és el segon, igual que passa en el Campionat Brasiler.
La base de fans del Coritiba també és coneguda per acollir el Green Hell al Couto Pereira, que porta els fans a innovar cada cop més en pirotècnia, fum, paper, focs artificials i il·luminació, ja sigui durant la nit o durant el dia.
El segon grup de fans organitzat més gran del Coritiba és el Dragões Alviverde. Els Dragões Alviverde es van fundar el 1996.

## Rivalitats
Els rivals més grans del Coritiba són de la mateixa ciutat: l'Atlético-PR i el Paraná Clube. Els partits entre el Coritiba i l'Atlético-PR s'anomenen "Atle-Tiba", mentre que els partits entre el Coritiba i el Paraná són coneguts com a "Para-Tiba".

### Atletiba

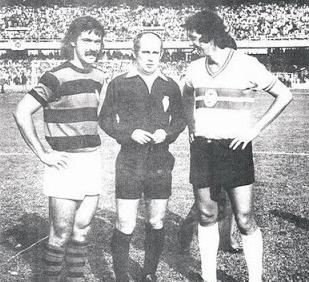
Atletiba (1972)

El clàssic de lAtletiba és el nom donat a la confrontació entre el Coritiba i l'Atlético Paranaense, dos clubs de la ciutat de Curitiba, que es disputen des del 8 de juny de 1924, quan Verdão va derrotar els seus rivals per un marcador de 6-3. Amb els anys, la rivalitat ha crescut, actualment considerada una de les grans rivalitats de la regió sud del país, com a resultat dels nombrosos partits decisius que aquests dos rivals han jugat, fent-los els clubs amb les bases de fans més grans de l'estat del Paranà. La victòria més contundent en el duel va ocórrer el 14 de novembre de 1959 quan Coxa va derrotar els seus rivals per 6-0.

### Paratiba
El Paratiba és el clàssic entre el Coritiba i el Paraná. El primer clàssic, guanyat pel Coritiba per 1-0, es va disputar el 4 de febrer de 1990. Les victòries més contundents del duel van ocórrer el 2002, amb una victòria per 6-1 per al Paraná, i el 2021, amb una victòria per 5-0 per al Coxa-Branca.

## Personal

### Equipo técnico actual
| Nombre           | Posición               |
| ---------------- | ---------------------- |
| Guto Ferreira    | Entrenador principal   |
| Henrique Américo | Entrenador asistente   |
| Leonardo Galbes  | Entrenador asistente   |
| Fernando Correa  | Entrenador de porteros |
| Higor Felliny    | Entrenador de porteros |
| Rodrigo Chaves   | Preparador físico      |
| Rodrigo Monginho | Preparador físico      |
| Renan Nunes      | Preparador físico      |
| Leomir de Souza  | Gerente deportivo      |

## Galeria

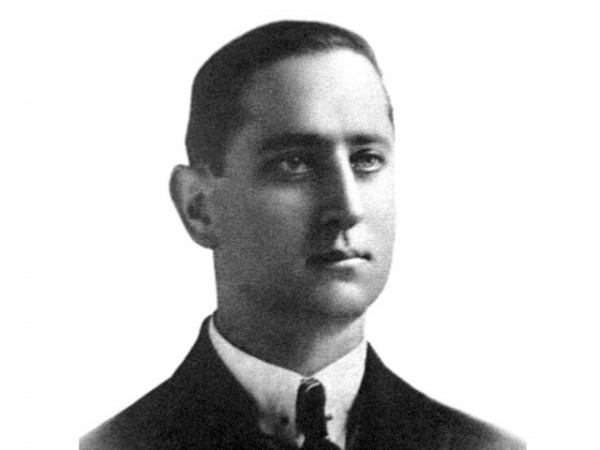
Frederico Fritz Essenfelder, fundador del Coritiba.
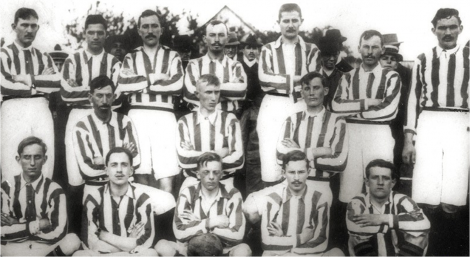
Equip del Coritiba l'any 1909.
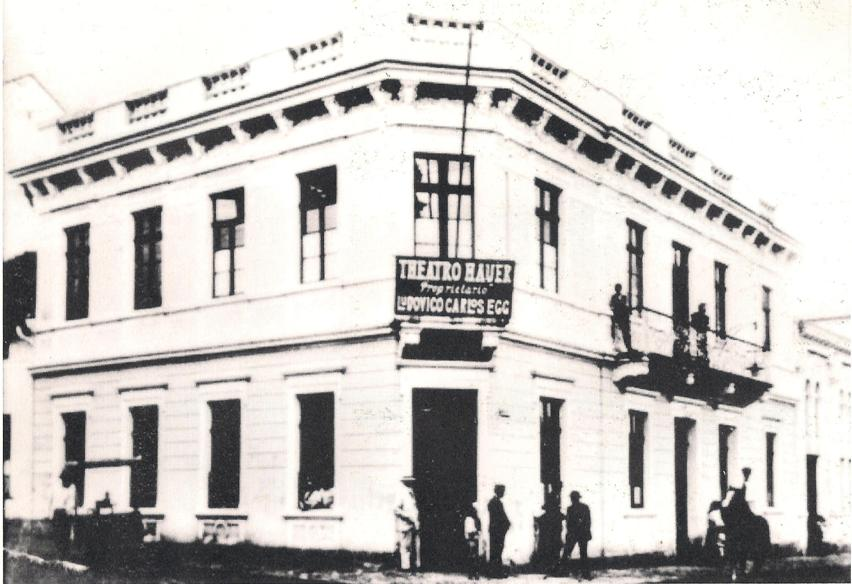
Antic "Theatro Hauer", seu de la fundació del Coritiba.
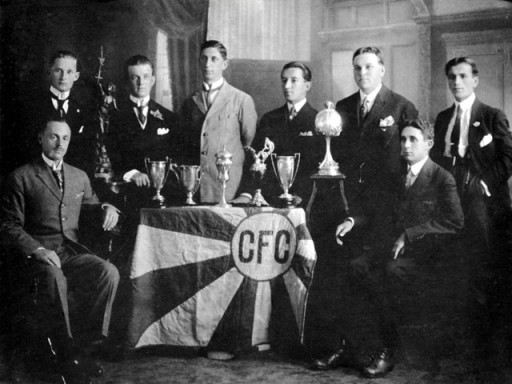
João Viana Seiler (dels asseguts, el primer per l'esquerra), primer president del club.

## Palmarès

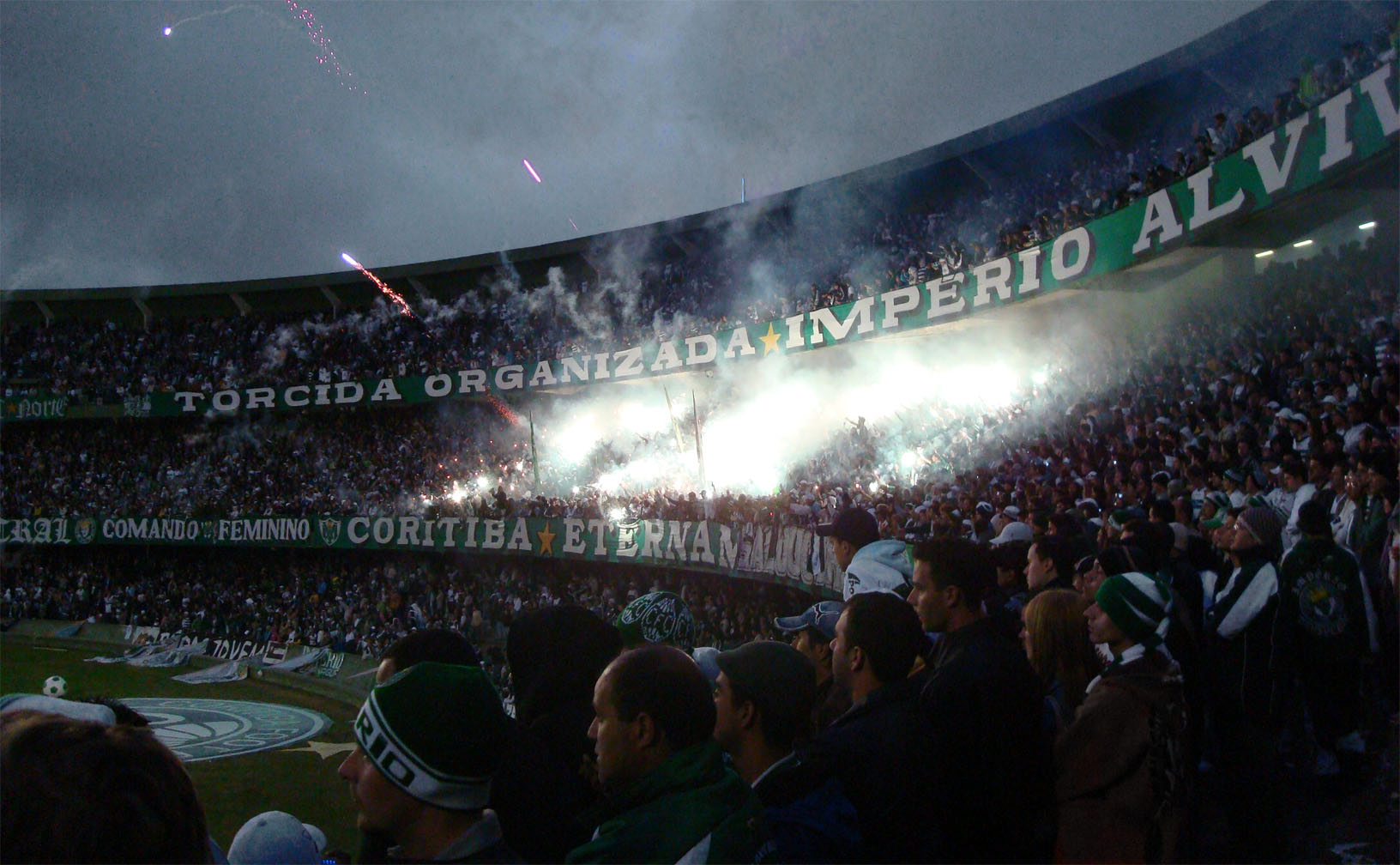
Torcida Organizada Império Alviverde el 2008.

### Futbol
- 1 Campionat brasiler de futbol-Serie A: 1985
- 2 Campionat brasiler de futbol-Serie B: 2007, 2010
- 1 Torneio do Povo : 1973
- 1 Festival Brasileiro de Futebol : 1997
- 1 Fita Azul : 1972
- 38 Campionat paranaense: 1916, 1927, 1931, 1933, 1935, 1939, 1941, 1942, 1946, 1947, 1951, 1952, 1954, 1956, 1957, 1959, 1960, 1968, 1969, 1971, 1972, 1973, 1974, 1975, 1976, 1978, 1979, 1986, 1989, 1999, 2003, 2004, 2008, 2010, 2011, 2012, 2013, 2017
- 2 Taça Cidade de Curitiba/ Clemente Comandulli : 1976, 1978

### Futbol sala
- 5 Campionat paranaense: 1981, 1990, 1995, 1996, 1998
- 4 Taça Paraná: 1982, 1987, 1990, 2006

## Jugadors destacats
Jugadors que han estat internacionals jugant amb el club:
| - Adriano - Alex - Carlão - Cuca - Dida - Djair - Dirceu - Emerson - Flávio - Geraldo | - Gonçalo Pena - Jairo - Lela - Ruidíaz - Leomir - Luccas Claro - Marcel - Maxambomba - Milton - Mozart | - Nilo - Ninho - Paulo César - Pedro Ken - Pizzatto - Pizzattinho - Rafael - Rafinha - Struway - Tonico |

## Estadístiques en el Campeonato Brasileiro
| Any  | Posició | Competició |
| ---- | ------- | ---------- |
| 2003 | 5º      | Serie A    |
| 2004 | 12º     | Serie A    |
| 2005 | 19º     | Serie A    |
| 2006 | 6º      | Serie B    |
| 2007 | 1º      | Serie B    |
| 2008 | 9º      | Serie A    |
| 2009 | 17º     | Serie A    |
| 2010 | 1º      | Serie B    |
| 2011 | 8º      | Serie A    |
| 2012 | 13º     | Serie A    |
| 2013 | 11º     | Serie A    |
| 2014 | 13º     | Serie A    |
| 2015 | 14º     | Serie A    |
| 2016 | 15º     | Serie A    |
| 2017 | 17º     | Serie A    |
| 2018 | 10º     | Serie B    |
| 2019 | 3º      | Serie B    |
| 2020 | 19º     | Serie A    |
| 2021 | 3º      | Serie B    |
| 2022 | 15º     | Serie A    |
| 2023 | 19º     | Serie A    |